# Mauer (Vienne)
Pour les articles homonymes, voir Mauer.

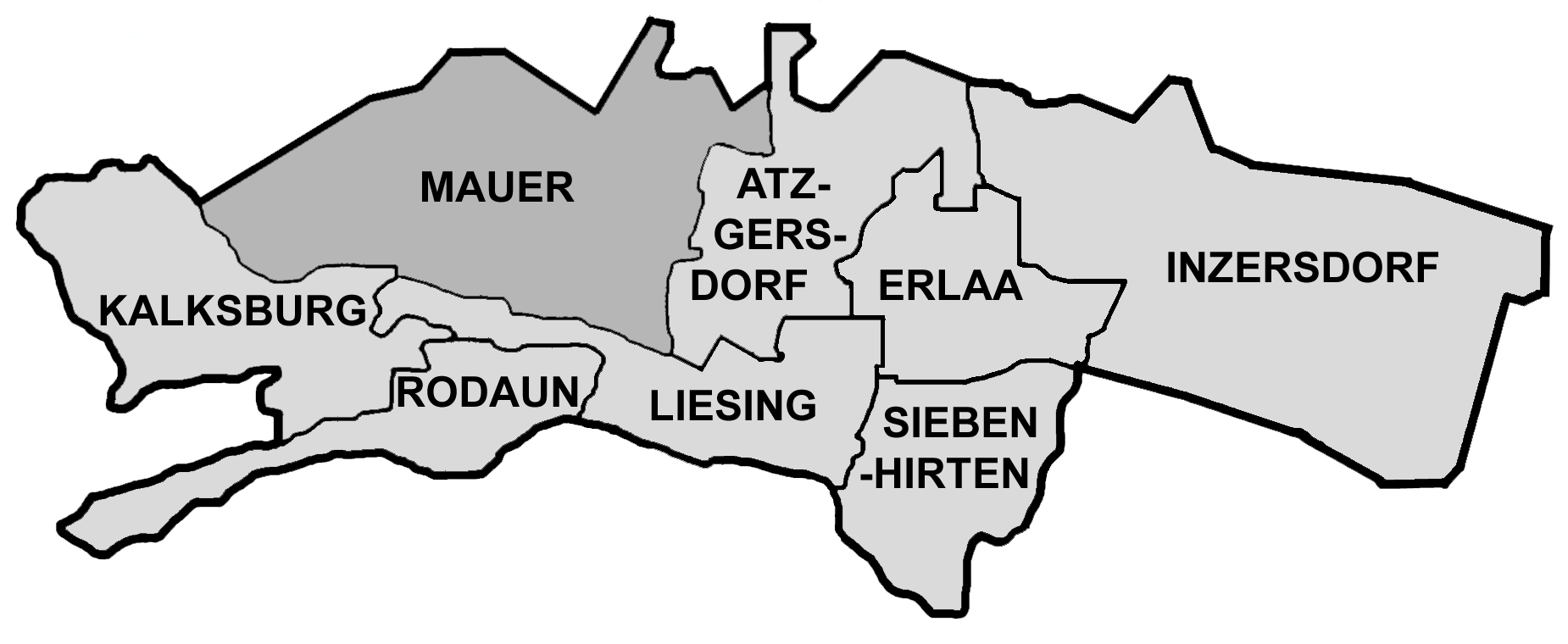
Situation dans l'arrondissement de Liesing;

Mauer est un ancien village indépendant de Basse-Autriche qui fait partie depuis 1938 de la ville de Vienne.
Aujourd'hui, Mauer fait partie de Liesing, le vingt-troisième arrondissement de Vienne.

## Lieux et monuments intéressants
- Mauer-Antonshöhe (de), colline haute de 356 m et ses carrières néolithiques
- Église de Wotruba (de)

## Personnalités liées au village
- John Banner (1910-1973), acteur
- Rudolf Girtler (1877-1952), ingénieur et professeur d'université
- Hans Hörbiger (1860-1931), fondateur de la cosmogonie glaciaire (Welteislehre)
- Joseph Haßreiter (1845-1940), maître de ballet, chorégraphe et metteur en scène
- Anton Hefft (1815-1900), architecte
- La Jana (1905-1940), danseuse et actrice
- Gisbert Kapp (1852-1922), ingénieur en mécanique
- Hugo Franz Kirsch (1873-1961), sculpteur et céramiste à la Wiener Werkstätte
- Mauritius Klieber (1877-1949), homme politique, membre du conseil municipal de Mauer
- Stefanie Kunke, née Jelinek (1908-1943), enseignante, socialiste, résistante contre le régime nazi
- Julius Mayreder (1860-1911), architecte
- Karl Mayreder (1856-1935), architecte
- Josef Meinrad (1913-1996), Kammerschauspieler
- Heinrich XXXIII, prince de Reuss-Kostritz (de) (1879-1942), secrétaire d'ambassade impérial et officier
- Friedrich Schreyvogl (1899-1976), écrivain, journaliste, dramaturge et éditeur
- Marija Sklad-Sauer (1935-), professeur de chant et chanteuse
- Gerhard Weixelberger (1660-1728), cistercien, abbé de l'abbaye d'Heiligenkreuz
- Bibiana Zeller (1928-2023), comédienne au Burgtheater
- Matthias Strolz (1973-), homme politique et fondateur du NEOS - La nouvelle Autriche et le Forum libéral